# Люк Гардінґ
Люк Деніел Гардінґ (англ. Luke Daniel Harding, нар. 21 квітня 1968) — британський журналіст, іноземний кореспондент The Guardian. Він працював у Росії для The Guardian з 2007 року, поки після повернення з Великої Британії 5 лютого 2011 року йому не було відмовлено у повторному в'їзді до Росії та не депортовано того ж дня. The Guardian заявила, що його вигнання було пов'язане з його критичними статтями про Росію, втім російський уряд спростовує це твердження. Після скасування рішення 9 лютого та надання короткострокової візи Гардінґ вирішив не домагатися подальшого продовження візи. Його книга 2011 року «Мафіозна держава» розповідає про його досвід у Росії та політичну систему Владіміра Путіна, яку він описує як мафіозну державу.

## Навчання та кар'єра
Гардінґ здобув освіту в Атлантичному коледжі об'єднаного світу в Південному Вельсі, після чого вивчав англійську мову в Університетському коледжі Оксфорда, де редагував студентську газету Cherwell. Він працював у The Sunday Correspondent, Evening Argus у Брайтоні, а потім у Daily Mail, перш ніж 1996 року приєднатися до The Guardian.
Він жив у Делі, Берліні та Москві й робив звідти репортажі, а також висвітлював війни в Афганістані, Іраку та Лівії. 2014 року він став лауреатом премії Джеймса Кемерона за роботу про Росію, Україну, WikiLeaks та Едварда Сноудена.
2007 року The Guardian відкликала одну зі статей Гардінґа через те, що та містила текст, «суттєво подібний до абзаців» іншої «статті, опублікованій у травні в The eXile».

## Вигнання з Росії
5 лютого 2011 року Гардінґу було відмовлено у повторному в'їзді до Росії. За його словами, це зробило його першим іноземним журналістом після закінчення холодної війни, якого видворили з Росії. The Guardian заявила, що його вигнання було пов'язане з його несхвальним висвітленням Росії, включно зі спекуляціями про багатство Владіміра Путіна та знанням Путіна про вбивство в Лондоні колишнього російського шпигуна Алєксандра Літвінєнко. Директор Index on Censorship Джон Кемпфнер сказав: «Поводження російського уряду щодо Люка Гардінґа є дріб'язковим і мстивим, і є черговим доказом поганого стану свободи слова в цій країні». The Washington Post цитує Ельзу Відаль, голову відділу Європи та Центральної Азії організації зі спостереження за свободою ЗМІ: «Це серйозний і шокуючий крок, безпрецедентний з часів холодної війни [. . . ] Це спроба змусити московських кореспондентів іноземних ЗМІ до самоцензури».
Однак наступного дня на прес-конференції міністр закордонних справ Росії Сєрґєй Лавров пояснив, що жодного скасування візи не було, а проблема виникла через те, що термін дії візи Гардінґа закінчився. Гардінґ оскаржив цю заяву, адже його віза була дійсною до травня того ж року. За словами Лаврова, Гардінґ подав прохання про продовження візи до травня, і його було схвалено. Лавров також додав, що раніше Гардінґ порушив правила акредитації для преси, відвідавши зону проведення антитерористичної операції, не повідомивши відповідні органи безпеки.
Вигнання передувало візиту Лаврова до Великої Британії, що призвело до припущень члена парламенту від Лейбористської партії Кріса Брайанта про те, що британський уряд може скасувати запрошення Лаврова. 9 лютого Росія скасувала рішення про недопуск Гардінґа, хоча надала йому лише короткострокову візу. Гардінґ вирішив більше не отримувати візу і в лютому повернувся до Великої Британії. Він сказав, що під час свого перебування в Росії зазнав широких психологічних переслідувань з боку ФСБ, яка, за його словами, була незадоволена написаними ним історіями.

## WikiLeaks
2011 року Vintage Books у США та Guardian Faber у Великій Британії опублікували книгу WikiLeaks: всередині війни Джуліана Ассанжа проти секретності, яку написали Люк Гардінґ і Девід Лі. 1 вересня 2011 року було виявлено, що зашифрована версія величезного архіву WikiLeaks невідредагованих телеграм Державного департаменту США була доступна через BitTorrent протягом кількох місяців і що Лі та Гардінґ опублікували ключ у своїй книзі. Ця книга стала основою для голлівудського фільму «П'ята влада» (2013). У Wikileaks заявили, що фільм був «обережним, аби уникнути більшості критики зовнішньої політики США, фактично розкритої WikiLeaks» і не охоплював «майже жодного з опублікованих WikiLeaks доказів <…> серйозних зловживань в армії США та Державному департаменті».

## Едвард Сноуден
Книгу Гардінґа про Едварда Сноудена «Досьє Сноудена» (2014) рецензувала Мічіко Какутані з The New York Times. Вона зауважила, що книга «читається як роман Ле Карре, змішаний із чимось із Кафки. Швидка, майже романна оповідь [книги] дарує читачам стислий огляд визначних подій минулого року та дає чітке розуміння пов'язаних із цим серйозних проблем». Крім того, книга отримала позитивні відгуки від кількох інших великих видань, зокрема The Guardian, London Review of Books і Washington Post, а також неоднозначну рецензію від Девіда Блера з The Daily Telegraph. За нею режисер Олівер Стоун зняв фільм «Сноуден», який вийшов у вересні 2016 року з Джозефом Гордоном-Левіттом у головній ролі.

## Алєксандр Літвінєнко
2016 року Гардінґ опублікував книгу «Дуже дорога отрута», в якій ідеться про вбивство російського колишнього інформатора КДБ і критика Путіна Алєксандра Літвінєнко. Книга отримала схвальні відгуки рецензентів, зокрема The Spectator, The Guardian, The Times і London Review of Books; Роберт Фокс, який писав для Evening Standard, описав її як «один із найкращих політичних трилерів, які [він] зустрічав за останні роки». Люсі Преббл адаптувала книгу для сцени. Постановка йшла в театрі The Old Vic, Лондон, з серпня по жовтень 2019 року.

## Дональд Трамп і Росія
У листопаді 2017 року Гардінґ опублікував книгу «Змова: таємні зустрічі, брудні гроші та як Росія допомогла Дональду Трампу перемогти» на тему російського втручання у вибори в США 2016 року. У книзі розглядається досьє колишнього британського шпигуна Крістофера Стіла та стверджується, що Трамп був об'єктом щонайменше п'яти років «культивації» радянськими/російськими спецслужбами перед його обранням, і, можливо, КДБ ще з 1987 року. У травні 2021 колишній репортер The New York Times Баррі Мейєр опублікував книгу «Налякані: досьє Трампа, Black Cube і виникнення приватних шпигунів», у якій цитувалося досьє Стіла як приклад того, як приватні джерела розвідки можуть маніпулювати репортерами. Мейєр навів Гардінґа та Рейчел Меддоу з MSNBC як приклад.
27 листопада 2018 року Гардінґ став співавтором анонімної статті для The Guardian, в якій стверджував, що Джуліан Ассанж і Пол Манафорт кілька разів зустрічалися в посольстві Еквадору в 2013, 2015 і 2016 роках, можливо, у зв'язку з витоком електронної пошти Національного комітету Демократичної партії 2016 року. Манафорт і Ассанж обидва заперечували, що вони коли-небудь зустрічалися, а Манафорт сказав, що The Guardian «продовжила цю історію навіть після того, як мої представники повідомили, що вона неправдива». За словами Гленна Грінвальда з посиланням на Томмі Вітора, «якби Пол Манафорт відвідав Ассанжа в посольстві, було б багато відео та інших фотодоказів, які продемонстрували б, що це сталося. The Guardian не надає нічого подібного». Жодна з інших інформаційних організацій не змогла підтвердити цю історію, і, за словами Пола Фархі з The Washington Post, «бомба the Guardian виглядає наче звичайна дурниця».
2020 року Люк Гардінґ опублікував книгу «Тіньова держава», в якій розповідається про російські таємні операції: від отруєння Сєрґєя Скріпаля ГРУ до операцій цифрового впливу. Гардінґ описує те, як, на його думку, Трамп зробив Сполучені Штати «винятково вразливими» до методів дезінформації, які використовує Кремль. За словами Девіда Бонда, «Тіньова держава» Гардінґа також «порушує нові питання про те, як уряд Великої Британії розглядає заяви про втручання Кремля в демократичні процеси Британії».
У липні 2021 року Люк Гардінґ, Джуліан Боргер і Ден Саббаг оголосили, що The Guardian отримала документ, який нібито просочився з Кремля. Начебто створений 22 січня 2016 року документ розкриває план Путіна щодо втручання Росії у вибори в США 2016 року від імені «психічно нестабільного» Дональда Трампа. Документ підтверджує наявність компромату щодо Трампа та збігається з деякими вже відомими випадковими подробицями про російське втручання. За словами Андрєя Солдатова, витік матеріалу «відповідає процедурам спецслужб і Ради безпеки». Філіп Бамп з Washington Post скептично поставився до правдивості документа, оскільки він «зручний для виклику ентузіазму», містить прогнози дестабілізації, які було б важко зробити заздалегідь, а також тому, що документ 2016 року містить обговорення того, «як Росія може ввести» медіа-віруси в американське громадське життя", коли ці зусилля фактично тривали принаймні з 2014 року. Експерти з російської дезінформації та пропаганди закликають бути обережними.

## Російське вторгнення в Україну
2022 року Люк Гардінґ опублікував книгу про російське вторгнення в Україну під назвою «Вторгнення», яка охоплює першу частину конфлікту з лютого по вересень 2022 року і базується на репортажах Гардінґа з передової.

## Публікації
- The Liar: Fall of Jonathan Aitken, Penguin Books (1997), у співавторстві з Девідом Лі та Девідом Паллістером.
- WikiLeaks: Inside Julian Assange's War on Secrecy, Guardian Books (1 лютого 2011), ISBN 978-0-85265-239-8, у співавторстві з Девідом Лі .
- Мафіозна держава: як репортер став ворогом брутальної нової Росіїa, Random House (Нью-Йорк, 22 вересня 2011), ISBN 978-0-85265-247-3. (Переклад українською: Tempora, 2014)
- Libya: Murder in Benghazi and the Fall of Kaddafi (20 жовтня 2012), у співавторстві з Мартіном Чуловим.
- The Snowden Files: The Inside Story of the World's Most Wanted Man, Vintage Books (Нью-Йорк, 7 лютого 2014), ISBN 978-0804173520 .
- A Very Expensive Poison: the Definitive Story of the Murder of Litvinenko (березень 2016) Guardian Faber, ISBN 978-1783350933 .
- Collusion: Secret Meetings, Dirty Money, and How Russia Helped Donald Trump Win. Vintage. 2017. ISBN 978-0525562511.
- Shadow State: Murder, Mayhem and Russia's Remaking of the West. Guardian Faber. 2020. ISBN 978-1783352050.
- Вторгнення: за лаштунками кривавої війни Росії та боротьби України за виживання. 2022 рік. Vintage Press. (Переклад з англійської Ігоря Возняка: Vivat, 2023)

## Нотатки
↑ Published in the US as Expelled